# Nizjnij Tagil
Nizjnij Tagil (ryska: Нижний Тагил) är den näst största staden i Sverdlovsk oblast i Ryssland, belägen på Uralbergens östsida, norr om Jekaterinburg. Staden är känd för sina stridsvagnsfabriker. Folkmängden uppgår till cirka 350 000 invånare.

## Stadsdistrikt
Nizjnij Tagil är indelat i tre stadsdistrikt. 
| Stadsdistrikt    | Invånarantal 9 oktober 2002 | Invånarantal 14 oktober 2010 | Invånarantal 1 januari 2015 |
| ---------------- | --------------------------- | ---------------------------- | --------------------------- |
| Dzerzjinskij     | 129 012                     | 122 207                      | 119 871                     |
| Leninskij        | 121 012                     | 117 035                      | 114 813                     |
| Tagilstrojevskij | 140 474                     | 122 569                      | 122 089                     |
| TOTALT           | 390 498                     | 361 811                      | 356 773                     |

## Vänorter
Nizhni Tagil har följande vänorter:
- Brest, Belarus
- Chattanooga, Tennessee, USA
- Novokuznetsk, Ryssland